# Сад Археологічного музею (Краків)
Сад Археологічного музею (пол. Ogród Muzeum Archeologicznego) — парк, розташований біля підніжжя Вавеля в Старому місті Кракова за адресою: вулиця Посельська, 3. Займає територію площею 0,5 га. Сад є частиною Археологічного музею. Пам'ятник культури Малопольського воєводства.

## Історія
Перші відомі відомості про сад зафіксовано в Коллонтайському плані, який був виданий в 1785 році. Сад в стилі епохи Відродження був закладений ченцями місцевого монастиря босих кармелітів.
15 жовтня 1949 року сад було внесено до Реєстру пам'яток культури Малопольського воєводства (№ А-90), які охороняються державою.
У 1961 році сад був реконструйований відповідно до старих карт Кракова, зокрема згідно з топографічною картою Коллонтайського плану, картам Моссано і Хавана від 1796 року і Сенатською картою С. Ендерле 1802 року видання. Реконструкція відбувалася за проектом Краківського політехнічного інституту імені Тадеуша Костюшко під керуванням професора Герарда Цьолки і пізніше — Стефана Жихоні.
Сад був відкритий на рубежі 1968—1969 років. З 1967 року його власником є Археологічний музей.

### Сьогодення
На даний час сад використовується для концертів симфонічної, класичної та легкої музики; каталонський бард та композитор Lluís Llach представив тут свої твори, проводився фінал фестивалю студентської пісні та серія концертів Male Granie, а також скульптори виставляють свої роботи. Сад відкритий для відвідування в години роботи Археологічного музею. 